# Xenopus largeni
Xenopus largeni е вид жаба от семейство Безезични жаби (Pipidae). Видът е застрашен от изчезване.

## Разпространение
Разпространен е в Етиопия.